# Dawydiwka (hromada Horoszów)
Dawydiwka (ukr. Давидівка, hist. pol. Dawidówka) – wieś na Ukrainie, w obwodzie żytomierskim, w rejonie żytomierskim, w hromadzie Horoszów. W 2001 liczyła 639 mieszkańców, spośród których 620 wskazało jako ojczysty język ukraiński, 8 rosyjski, 4 węgierski, 6 romski, a 1 inny.